# یوما سوزوکی
یوما سوزوکی (ژاپنی: 鈴木 優磨؛ زادهٔ ۲۶ آوریل ۱۹۹۶) بازیکن فوتبال اهل ژاپن است که در حال حاضر در پست مهاجم برای باشگاه فوتبال سنت ترویدن بلژیک‌ بازی می کند.
فاکس اسپورت آسیا در نوشتاری از سوزوکی به عنوان یکی از پنج بازیکن برتر مرحلهٔ یک‌شانزدهم لیگ قهرمانان آسیا ۲۰۱۸ یاد کرده‌است.

## عملکرد باشگاهی
به روز شده تا ۱۰ می ۲۰۱۶.
| عملکرد باشگاهی | عملکرد باشگاهی              | عملکرد باشگاهی | لیک  | لیک | جام                | جام                | جام لیگ   | جام لیگ   | قاره‌ای            | قاره‌ای            | دیگر | دیگر | مجموع | مجموع |
| فصل            | باشگاه                      | لیگ            | بازی | گل  | بازی               | گل                 | بازی      | گل        | بازی              | گل                | بازی | گل   | بازی  | گل    |
| ژاپن           | ژاپن                        | ژاپن           | لیگ  | لیگ | جام امپراطوری ژاپن | جام امپراطوری ژاپن | جام جی‌لیگ | جام جی‌لیگ | لیگ قهرمانان آسیا | لیگ قهرمانان آسیا | دیگر | دیگر | مجموع | مجموع |
| -------------- | --------------------------- | -------------- | ---- | --- | ------------------ | ------------------ | --------- | --------- | ----------------- | ----------------- | ---- | ---- | ----- | ----- |
| ۲۰۱۴           | باشگاه فوتبال کاشیما آنتلرز | جی‌لیگ          | 0    | 0   | 0                  | 0                  | 0         | 0         | –                 | –                 | ۰    | ۰    | ۰     | ۰     |
| ۲۰۱۵           | باشگاه فوتبال کاشیما آنتلرز | جی‌لیگ          | ۷    | ۲   | ۲                  | ۰                  | ۱         | ۰         | ۰                 | ۰                 | ۰    | ۰    | ۱۰    | ۲     |
| ۲۰۱۶           | باشگاه فوتبال کاشیما آنتلرز | جی‌لیگ          | ۳۲   | ۸   | ۴                  | ۱                  | ۶         | ۰         | ۰                 | ۰                 | ۳    | ۱    | ۴۵    | ۱۰    |
| ۲۰۱۷           | باشگاه فوتبال کاشیما آنتلرز | جی‌لیگ          | ۹    | ۲   | ۱                  | ۱                  | ۰         | ۰         | ۶                 | ۴                 | ۰    | ۰    | ۱۶    | ۷     |
| مجموع عملکرد   | مجموع عملکرد                | مجموع عملکرد   | ۴۸   | ۱۲  | ۷                  | ۲                  | ۷         | ۰         | ۶                 | ۴                 | ۳    | ۱    | ۷۱    | ۱۹    |

## افتخارات

### باشگاهی
کاشیما آنتلرز
- جی‌لیگ: ۲۰۱۶
- جام جی‌لیگ: ۲۰۱۵
- جام امپراتور: ۲۰۱۶
- سوپر جام فوتبال ژاپن: ۲۰۱۷
- لیگ قهرمانان آسیا: ۲۰۱۸

### فردی
- بهترین بازیکن لیگ قهرمانان آسیا: ۲۰۱۸